# Mitsubishi 1MF
Le Mitsubishi 1MF est un avion militaire japonais de l'entre-deux-guerres. Conçu par l'ingénieur britannique Herbert Smith, le FM1, aussi connu comme Navy Type 10 Carrier Fighter, a été exploité par la marine impériale japonaise de 1923 à 1930.

## Conception et développement
Mitsubishi a rapidement gagné un contrat avec la Marine impériale japonaise pour produire trois types d'appareils destinés à être embarqués sur porte-avions : un avion de chasse, un bombardier-torpilleur et un avion de reconnaissance. Pour réaliser cette demande, l'entreprise embaucha Herbert Smith, un ancien ingénieur de la Sopwith Aviation Company pour aider la conception de ces appareils.
Le chasseur conçu par Smith et son équipe a été désigné 1MF pour Mitsubishi et connu sous le nom de Type 10 Carrier Fighter par la marine japonaise (en référence à l'année de conception de 1921, la dixième année de la période Taishō). Il effectua son premier vol en octobre 1921.
Le 1MF était un monoplace biplan construit tout en bois et propulsé par un moteur Hispano-Suiza de 300 ch.
Après des essais en vol avec succès, l'avion a été acceptée par la marine japonaise comme un avion principal avec 138 différentes versions en construction. La production continua jusqu'en 1928. 

## Histoire opérationnelle
Le 1MF est entré en service dans la Marine impériale japonaise en 1923 en remplaçant le Gloster Sparrowhawk. Il est devenu le premier avion à décoller et à atterrir sur le nouveau porte-avions japonais Hōshō le 28 février 1923. Il s'est montré comme un avion robuste et fiable opérant à partir des porte-avions Akagi et Kaga en 1927 et 1928 respectivement. Il a continué son service jusqu'en 1930 et fut remplacé par le Nakajima A1N.

## Variantes
- 1MF1 : Prototype initial. Équipé d'un radiateur sur l'avant du nez.
- 1MF1A : Version expérimentale avec augmentation de la surface de l'aile.
- 1MF2 : Prototype expérimental avec deux ailes baies.
- 1MF3 : Version de production originale en remplaçant les radiateurs originaux par des radiateurs Lamblin sous le nez.
- 1MF4 : Version de production révisée avec cockpit déplacé vers l'avant.
- 1MF5 : Changements mineurs.
- 1MF5A : Version d'entraînement avec roues larguables et flotteurs sous les ailes pour permettre d'amerrir de façon sécurisée.